# Paradisfælden
Paradisfælden (eng: The Paradise Snare) er en amerikansk science fictionroman af A.C. Crispin fra 1997 og er den første i Han Solo-trilogien der følger Han Solo's liv fra teenageårene til begyndelsen af Star Wars Episode IV: Et nyt håb.
| Star Wars | Spire Denne Star Wars-artikel er en spire som bør udbygges. Du er velkommen til at hjælpe Wikipedia ved at udvide den. |